# James J. Braddock
James Walter Braddock, noto come James J. Braddock e soprannominato Cinderella Man e Bulldog di Bergen (New York, 7 giugno 1905 – North Bergen, 29 novembre 1974), è stato un pugile statunitense, campione mondiale dei pesi massimi dal 1935 al 1937, prima di essere detronizzato dal fuoriclasse Joe Louis.

## Biografia

### Origini familiari
Braddock nacque a Hell's Kitchen, un sobborgo di Manhattan a un paio di isolati dal Madison Square Garden, l'arena che lo avrebbe reso famoso. La sua famiglia, di origini irlandesi e cattolica, era assai povera. Braddock raccontò che da giovane aspirava a frequentare l'Università di Notre Dame e il suo sogno era di giocare a football col gruppo dei Four Horsemen allenati dal famoso Knute Rockne; tuttavia lui stesso affermava di avere "più carne che cervello". 

### Carriera pugilistica
Saliva sul ring col nome di James J. Braddock, probabilmente in omaggio a due precedenti campioni: James J. Corbett e James J. Jeffries.Durante la sua carriera da dilettante vinse il titolo del New Jersey nelle categorie dei pesi mediomassimi e massimi. Nel 1926, a 21 anni, divenne professionista nei pesi mediomassimi.
In tre anni Braddock ottenne 35 vittorie, di cui 21 prima del limite, cinque sconfitte e sette pareggi. Nel 1928 batté Tuffy Griffiths per Knock-out tecnico al secondo round, dopo averlo atterrato quattro volte nella stessa ripresa. 
L'anno successivo guadagnò la possibilità di combattere per il titolo mondiale dei mediomassimi contro Tommy Loughran, futuro avversario di Primo Carnera nella categoria superiore ma perse ai punti in 15 riprese con verdetto unanime. Braddock passò allora di categoria ma nei 33 incontri successivi ne vinse solo 11, perdendone 20 e pareggiandone 2. Tra i suoi avversari Ernie Schaaf, più pesante di 18 libbre e futuro avversario di Max Baer e Primo Carnera dal quale sarà ridotto in fin di vita sul ring. Braddock perse ai punti con verdetto contrastato. 
Il 25 settembre 1933 fece scalpore l'esito del match tra Braddock e Abie Feldman, che fu interrotto al sesto round e giudicato no contest. I pugili furono accusati di combine, fu loro sequestrata la borsa e a Braddock - che aveva combattuto con varie fratture alla mano - venne anche ritirata la licenza. Iniziò un periodo di gravi difficoltà economiche per il pugile di New York, acuite dal prosieguo della grande depressione. A Braddock per mantenere la famiglia non rimase che lavorare saltuariamente come scaricatore al porto. Qui, per proteggere la mano destra, utilizzò soprattutto la sinistra, rinforzandola notevolmente. 
Il 14 giugno 1934, con un preavviso di due soli giorni ed essendo quindi fuori allenamento, Braddock accettò la chance di tornare a combattere contro Corn Griffin, un pugile molto quotato, nel sottoclou del match "mondiale" Carnera-Baer. Quella che doveva essere una formalità per Griffin, si trasformò in una vittoria per il pugile di Hell's Kitchen, che mise KO il suo avversario dopo tre riprese. Il suo riemergere da una carriera che sembrava rovinata, in quanto aveva perso molti incontri, gli valse il soprannome, attribuitogli da Damon Runyon, di Cinderella Man (l'uomo Cenerentola). 
Dopo Griffin, fu la volta di John Henry Lewis, futuro campione dei pesi mediomassimi, che in precedenza lo aveva battuto. Sconfitto Lewis, combatté una virtuale semifinale per il titolo mondiale contro Art Lasky. L'incontro si tenne il 22 marzo 1935 e vinse ancora Braddock ai punti, con verdetto unanime.

### Braddock campione mondiale dei pesi massimi
Braddock conquistò il titolo dei pesi massimi battendo il campione del mondo Max Baer al Madison Square Garden, il 13 giugno 1935. Salì sul ring con un peso di 88 kg contro i 95,7 del detentore del titolo. Fu un duro scontro, combattuto quasi alla pari. Lo sfidante sembrò cedere sul finale, ma restò in piedi e alla fine riuscì a vincere ai punti per decisione unanime (9-5; 7-7 con preferenza Braddock; 11-4). L'esito dell'incontro fu definito Sorpresa dell'anno dalla rivista Ring Magazine.
A questo punto, lo sfidante ufficiale divenne Joe Louis, nominato "Pugile dell'anno" 1935 dalla Associated Press. Braddock però, accusando nuovamente dolori fisici alle articolazioni delle mani, ottenne il rinvio del match con il "bombardiere nero". A Louis non rimase che affrontare il tedesco Max Schmeling e fu da questo battuto per KO al dodicesimo round.
Dopo aver sconfitto Louis, fu Schmeling a richiedere di affrontare Braddock, ma il campione in carica fornì altre motivazioni per non salire sul ring a difendere la cintura. Principalmente, i suoi manager dichiararono che il Campione del mondo fosse sensibile alle richieste delle leghe anti-naziste degli Stati Uniti di boicottare il pugile tedesco. Il match, già calendarizzato, fu così annullato. Braddock, però, non poté a questo punto evitare di affrontare Louis, dopo esser riuscito per più di due anni a non farsi dichiarare decaduto "a tavolino".
Il 22 giugno 1937 si tenne finalmente l'incontro valido per il titolo tra James Braddock e Joe Louis, al Comiskey Park di Chicago. Braddock aveva 32 anni, mentre Louis 23. Quest'ultimo era il grande favorito ma ciò non toglie che alla prima ripresa fu il primo a toccare il tappeto, colpito da un montante destro del Campione del Mondo. Joe Louis riuscì comunque vincitore del match per KO all'ottavo round, conquistando così la cintura mondiale. Fu l'unica volta che Braddock perse per KO (l'altra sconfitta prima del limite, contro Lou Scozza, l'aveva subita per ferita). Dopo l'incontro Joe Louis dichiarò che il pugile proveniente da Hell's Kitchen fosse l'uomo più coraggioso contro cui avesse mai combattuto.

### Il ritiro
L'ultimo combattimento di Braddock ebbe luogo nel 1938, contro il gallese Tommy Farr. Braddock vinse per decisione unanime dei giudici, dopo aver messo al tappeto l'avversario per tre volte. Anche questo incontro fu individuato come Sorpresa dell'anno 1938 dalla rivista Ring Magazine.
Dopo il ritiro, Braddock si arruolò nell'esercito degli Stati Uniti (1942) insieme a Gould, il suo manager. Prestò servizio durante la Seconda guerra mondiale sull'isola di Saipan, istruendo i soldati nel combattimento corpo a corpo. In seguito lavorò come operaio specializzato e come fornitore di equipaggiamenti alla marina. Insieme a sua moglie Mae, crebbe tre figli (Jay, Howard e Rosemarie) in una casa nel New Jersey. 
Morì nel 1974, all'età di 69 anni.

## Riconoscimenti
La International Boxing Hall of Fame lo ha ammesso fra i più grandi pugili di ogni tempo. Nel 1998 la rivista The Ring lo ha collocato al 45º posto in una propria classifica dei migliori pesi massimi della storia del pugilato.

## Al cinema
Alla vita di Braddock si è ispirato il regista Ron Howard per il film Cinderella Man - Una ragione per lottare del 2005 che ottenne tre nomination al premio Oscar con Russell Crowe come protagonista affiancato da Renée Zellweger (sua moglie Mae) e Paul Giamatti (il suo manager). Nel cast c'è anche Rosemarie DeWitt, nipote (figlia della figlia) di James Braddock.